# Eduardo Fernández (político venezolano)
Eduardo Enrique Fernández Jiménez (Caracas, 18 de octubre de 1940), es un abogado y político venezolano, apodado «El Tigre». Fue candidato para las elecciones presidenciales de Venezuela de 1988.

## Estudios
Fernández se graduó en 1963 como abogado, mención “Cum Laude”, en la Universidad Católica Andrés Bello. Completó un máster en Desarrollo Económico en el Instituto de Estudios Sociales de La Haya (1965) y un máster en Ciencias Políticas en la Universidad de Georgetown, Washington (1967).

## Carrera política

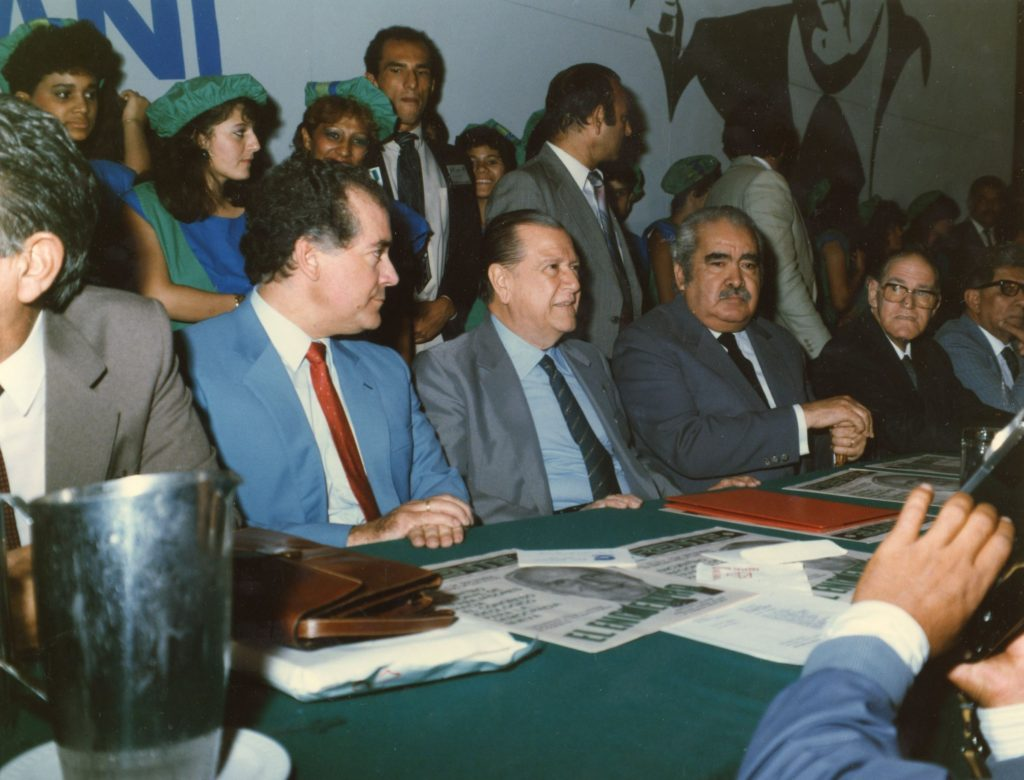
Eduardo Fernández, Rafael Caldera y Luis Herrera Campíns en el Congreso Ideológico Nacional de COPEI, el 3 de octubre de 1986.

Fue miembro de la Secretaría de la Juventud Revolucionaria Copeyana y del partido Copei hasta el 1 de octubre de  2014. Ocupó el cargo de secretario general de ese partido entre 1979 y 1992. Desde 1989 hasta 1992 fue presidente de la Internacional Demócrata de Centro (IDC). También fue vicepresidente para el área andina de la Organización Demócrata Cristiana de América (ODCA).
Desde 1969 hasta 1972, Eduardo Fernández fue subsecretario general de la Presidencia durante el gobierno de Rafael Caldera.  También fue diputado del Congreso de Venezuela entre 1969 y 1989.

## Candidato presidencial
Eduardo Fernández fue candidato de Copei para la elección presidencial de 1988, en la que quedó de segundo con el 40% de los votos. Fue en este proceso electoral en el que Eduardo Fernández comenzó a ser conocido como El Tigre, eslogan inventado por el político venezolano Luis Alberto Machado, entonces asesor de campaña de Fernández. Contó también con el apoyo del Movimiento de Integridad Nacional (MIN), liderado por Gonzalo Pérez Hernández. 

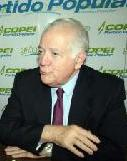
Eduardo Fernandez en una reunión de Copei.

En 1993 participó en la elección interna de Copei para escoger al candidato de ese partido para la elección presidencial de 1993, pero perdió frente a Oswaldo Álvarez Paz. Intentó nuevamente en 1998 ser candidato presidencial por Copei, más solo consiguió el voto de 540 delegados (de un total de 1.532) en la convención copeyana. Irene Sáez fue escogida como candidata presidencial por Copei para la elección presidencial de 1998.
En 2010 delincuentes asaltaron su casa y amordazaron a su esposa e hijo menor. El 30 de octubre de 2011, Eduardo Fernández anunció, a través de un comunicado, su decisión de no participar en las elecciones primarias de la Mesa de la Unidad para escoger al candidato que representaría a esa coalición en la elección presidencial de Venezuela de 2012.

## Actividad institucional
Eduardo Fernández trabajó como profesor de Derecho Constitucional de la Universidad Católica Andrés Bello. Fernández es miembro del Consejo Consultivo de la Universidad Monteávila, miembro del Consejo Superior del Instituto de Estudios Superiores de Administración.  Fue miembro durante varios años del Consejo Superior de la Universidad Metropolitana.
Desde 1993 es presidente del Centro Internacional de Formación Arístides Calvani IFEDEC, uno de los centros de promoción de la democracia más importantes de la región. Igualmente es presidente del think tank venezolano Fundación Pensamiento y Acción. Sirvió durante varios años como presidente de Fundación Popular Iberoamericana, un centro para educación política con sede en Madrid.

## Campaña de Henri Falcón
En 2018 Fernández acompañó a Henri Falcón apoyándole en su campaña presidencial, este dijo en su cuenta de Twitter que sería el canciller si Falcón ganaba las presidenciales.

## Obras publicadas
- Desafíos y beneficios sociales de la Modernización Económica.[5][6]
- Estrategias para superar la pobreza.[5][6]
- Tiempo de Cambio.[5][6]
- Educación para el Trabajo.[5][6]
- Para Rescatar la Confianza.[5][6]
- Artículos de opinión diversos en medios impresos y digitales